# Diadromus zwakhalsi
Diadromus zwakhalsi là một loài tò vò trong họ Ichneumonidae.